# Haissa Ali Garba
Haissa Ali Garba (sinh ngày 15 tháng 12 năm 1981) là một vận động viên chạy nước rút người Niger. Cô đã thi đấu ở nội dung 400 mét nữ tại Thế vận hội Mùa hè 2000.